# Nenkovice
Nenkovice (německy Nenkowitz, dříve Ninkowitz) jsou obec v okrese Hodonín v Jihomoravském kraji. Leží osm kilometrů západně od Kyjova. Žije zde 474 obyvatel. Od roku 2002 je členem Mikroregionu Babí lom.

## Název
Podoba Nenkovice je doložena v písemných pramenech ze 13. století a pak až od 18. století. Mezi 14. a 18. stoletím je v dokladech tvar Nynkovice (případně Ninkovice). Základem jména vesnice bylo osobní jméno Ninek, domácká podoba některého jména začínajícího na Nino-, např. Ninohněv, Ninoslav (význam první složky těchto jmen je nejasný). Výchozí tvar Ninkovici byl pojmenováním obyvatel vsi a znamenal "Ninkovi lidé".

## Historie
První písemná zmínka o obci pochází z roku 1227 (Nenkowici). 1341 (cum villa Nyncowitz). V roce 1877 zde byla postavena škola. V První světové válce bojovalo 37 občanů, z toho 9 v legiích. Roku 1928 byla obec elektrifikována. Budova nové Základní školy na východním okraji obce pochází z roku 1954. Roku 1972 byl vybudován kulturní dům a o tři roky později zdravotní středisko. V roce 1980 byla obec sloučena se sousedními Želeticemi, ale roku 1989 se opět osamostatnila.
Ze středověku existují písemné zprávy o vesnici stejného jména snad v okolí Lovčic či Nechvalína. V roce 1466 se uváděly již jako pusté a zůstal pouze místní název Nenkůvky.

## Samospráva
Zastupitelstvo obce má 7 členů. Voleb do zastupitelstva v září 2022 se zúčastnilo 259 (tj. 66,58 %) voličů. Místní uskupení Sdružení nestraníků získalo ve volbách 100 % hlasů. Starostou byl po šesté zvolen Petr Zálešák, který se v roce 2014 stal vítězem celostátní ankety Starosta roku.

## Obyvatelstvo
Dle sčítání lidu v roce 2011 žilo v obci 448 obyvatel, z nichž se 373 (82,3 %) přihlásilo k české národnosti, 61 (13,6 %) k moravské a 2 ke slovenské. 12 (2,7 %) obyvatel svou národnost neuvedlo. V obci bylo 180 domů, z toho 175 rodinných. V roce 2008 v obci žili i občané Irska, Nizozemska, Německa, Mongolska a Romové.
V roce 2011 se 306 (68,3 %) obyvatel označilo za věřící, 295 (65,8 %) se jich přihlásilo k Římskokatolické církvi, 1 k Církvi československé husitské a 1 k Českobratrské církvi evangelické. 125 (27,9 %) obyvatel se označilo jako bez náboženské víry a 17 (3,8 %) na otázku víry neodpovědělo. Obec s kapli Nanebevzetí Panny Marie patří do Římskokatolické farnosti Želetice u Kyjova v rámci hodonínského děkanství.
| Rok            | 1869 | 1880 | 1890 | 1900 | 1910 | 1921 | 1930 | 1950 | 1961 | 1970 | 1980 | 1991 | 2001 | 2011 | 2021 |
| -------------- | ---- | ---- | ---- | ---- | ---- | ---- | ---- | ---- | ---- | ---- | ---- | ---- | ---- | ---- | ---- |
| Počet obyvatel | 684  | 694  | 679  | 784  | 871  | 843  | 798  | 719  | 712  | 603  | 537  | 447  | 448  | 446  | 471  |
| Počet domů     | 159  | 174  | 178  | 185  | 197  | 198  | 207  | 214  | 205  | 182  | 161  | 187  | 180  | 180  | 187  |

## Obecní správa

### Obecní symboly
Znak a vlajka byly obci uděleny rozhodnutím předsedy Poslanecké sněmovny Parlamentu České republiky dne 5. dubna 2001.
Obecní znak i vlajka nesou ve znamení tři lilie na stoncích. Lilie jsou mariánským symbolem připominajícím jednak erbovní znamení Pánů ze Zástřizl, významných držitelů Nenkovic a také odkazují na patrocinium zdejší kaple. Zlatý džbán s červeným vinným hroznem, stejně jako dva po stranách stojící vinařské nože-kosíře, symbolizující místní vinařskou tradici.

## Doprava
Obcí prochází silnice č. III/41924. Má přímé autobusové spojení s Kyjovem a Brnem. Jsou zde tři autobusové zastávky (Škola, Obecní úřad a U kašny). Zeleně značená turistická trasa spojuje Nenkovice se sousedními vesnicemi.

## Pamětihodnosti
- Kaple Nanebevzetí Panny Marie vznikla přebudováním dřívější smuteční síně a byla vysvěcena 20. července 1997 generálním vikářem Jiřím Mikuláškem. V roce 2014 byla řezbářem Josefem Zelinkou[16] ze Šitbořic vyhotovena křížová cesta, požehnaná P. Jiřím Ochmanem.[17]
- Kaple u kašny z roku 1870
- Zvonice postavená kyjovským stavitelem Josefem Poláškem v roce 1912 a vyzdobená sgrafity Jano Köhlera, který v Nenkovicích vyrůstal. Čtyři sgrafita znázorňují Nejsvětější Trojici, Madonu, Cyrila a Metoděje a nad vstupem je hlava Ježíše Krista. V roce 2004 byla sgrafita restaurována a roku 2016 vyhlášena kulturní památkou.[18]
- Obecní kašna z roku 1899 s kapacitou 12 krychlových metrů vody
- Radnice v budově bývalé školy z roku 1877, kterou postavil kyjovský stavitel Václav Paterna a roku 1911 ji druhý kyjovský stavitel Josef Polášek přistavěl první patro.
- Kaplička
- Socha svatého Jana Nepomuckého
- Přírodní rezervace Sovince
- Pomník padlých v 1. světové válce na místním hřbitově
- Pomník padlých vojáků Rudé armády při osvobozování obce v roce 1945

V Nenkovicích bývaly dva větrné mlýny. Jeden stával v letech 1864–1948 v místě zvaném Na Klínkách a druhý shořel v roce 1923 na Padělkách.

## Osobnosti
- Blažena Holišová (1930–2011), herečka
- Anastázie Ježková roz. Vyhňáková (1904–1981), malérečka kraslic
- Arnošt Jokl (1881–1966), prvorepublikový československý konzul a předseda československé obchodní komory ve Švýcarsku.[19][20]
- Jano Köhler (1873–1941), akademický malíř
- Eva Novotná (* 1976), herečka
- Stanislav Pěnčík (1939–2004), textař[21]
- Jaroslav Poláček (1928–1994), kněz, salesián, misionář v Itálii a v Rusku.[22]

## Partnerská obec
- Hradište pod Vrátnom, Slovensko (od roku 2005)

## Fotogalerie

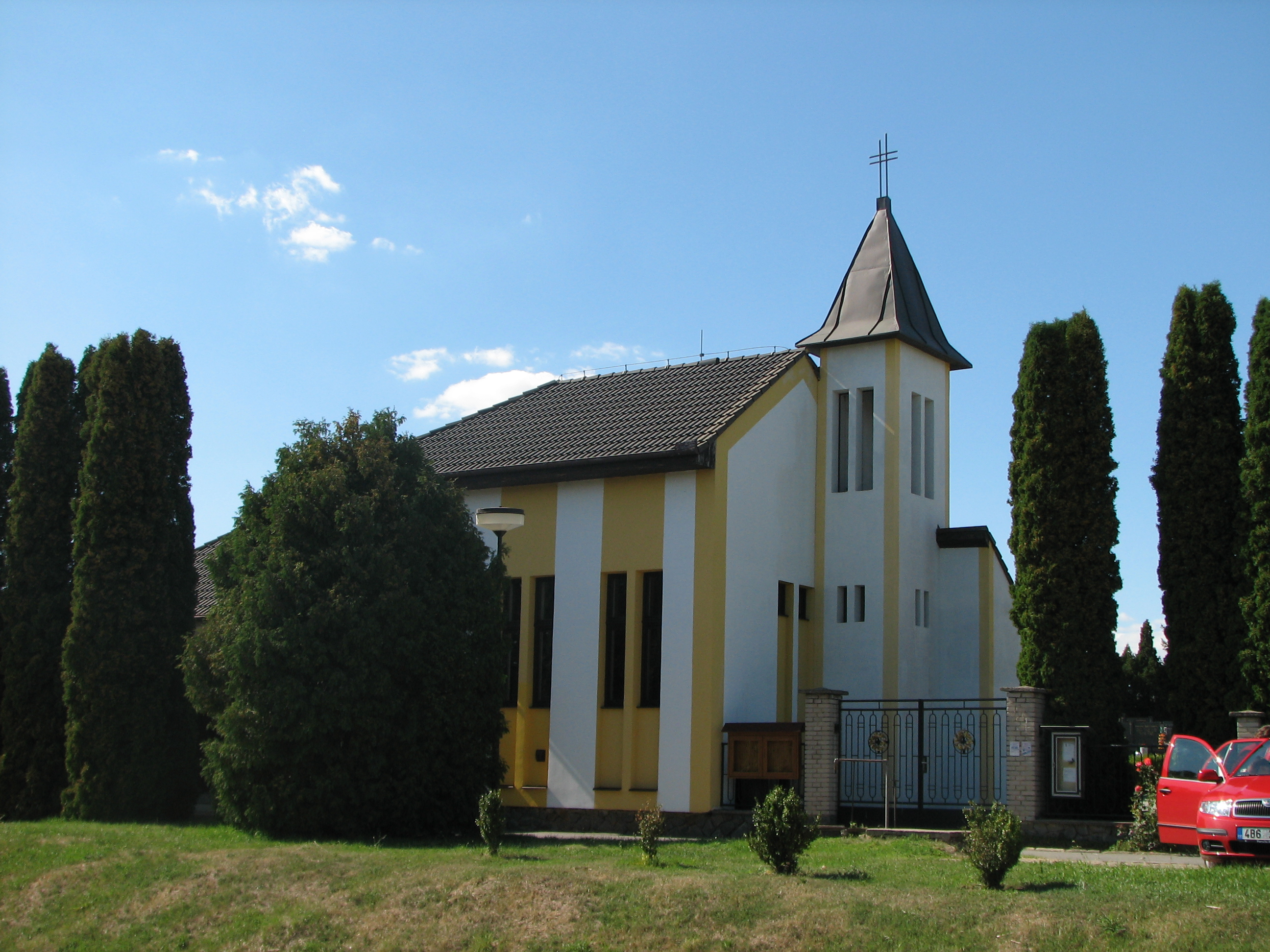
Kaple Nanebevzetí Panny Marie
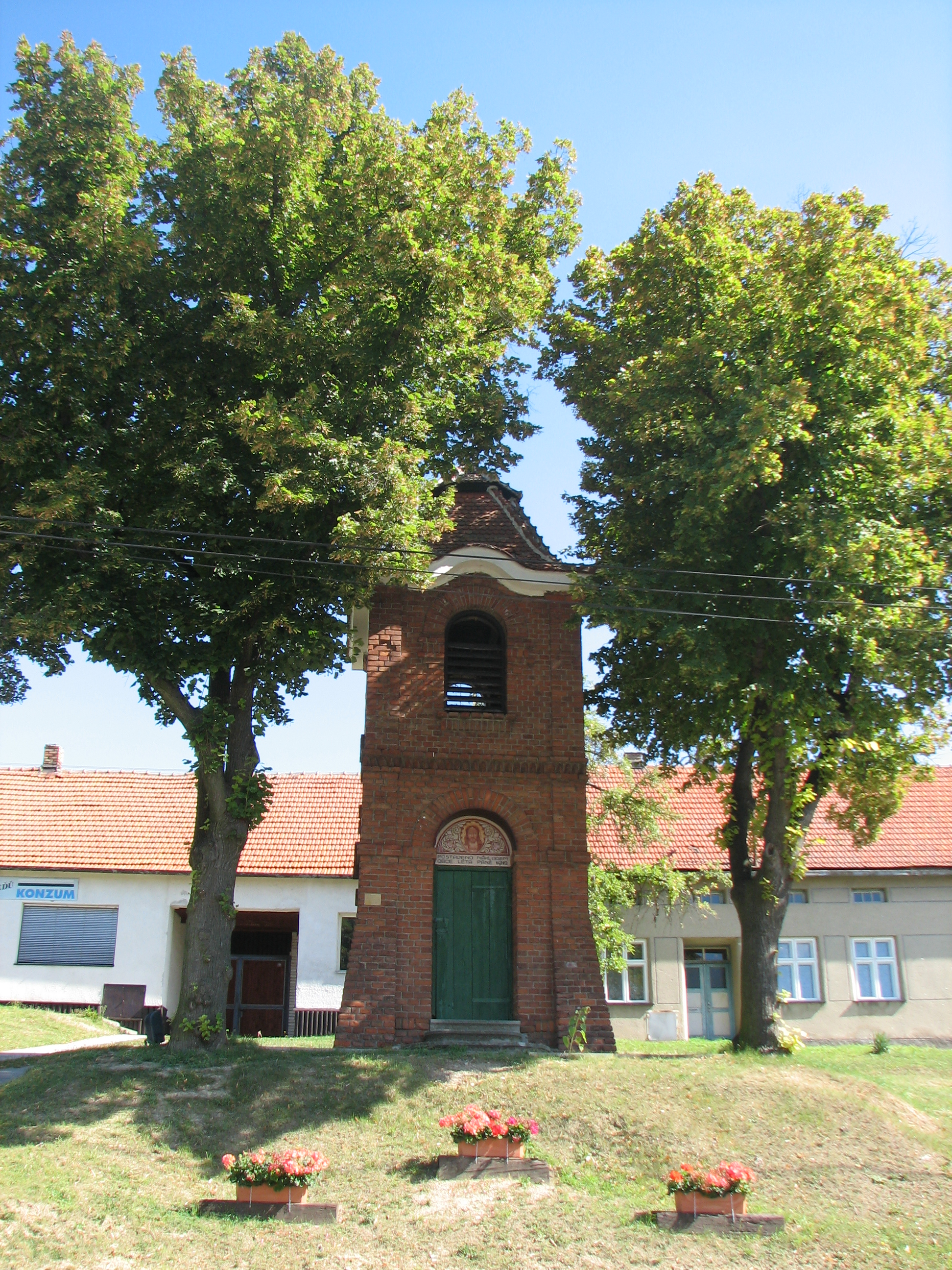
Zvonice
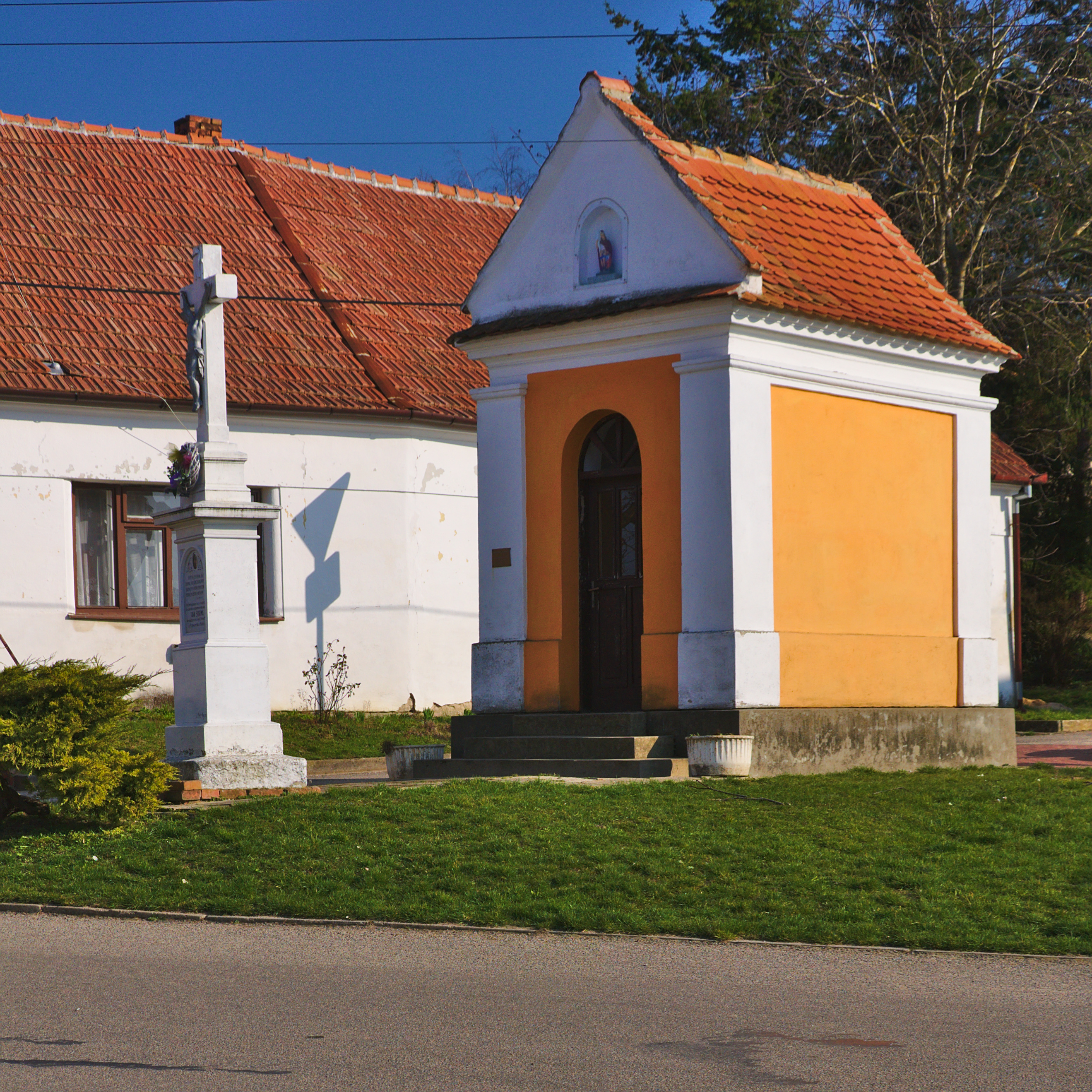
Kaple
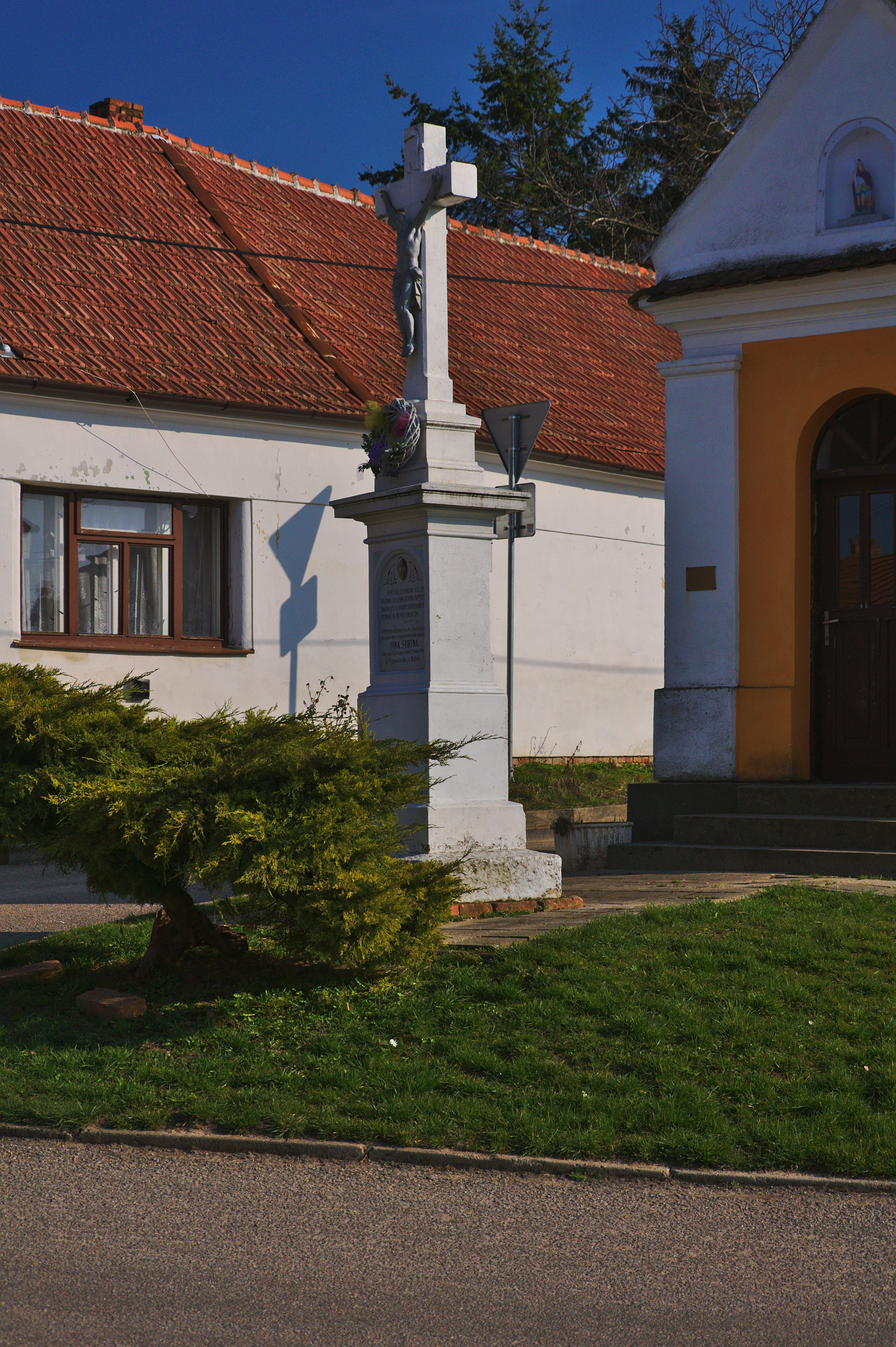
Kříž před kaplí
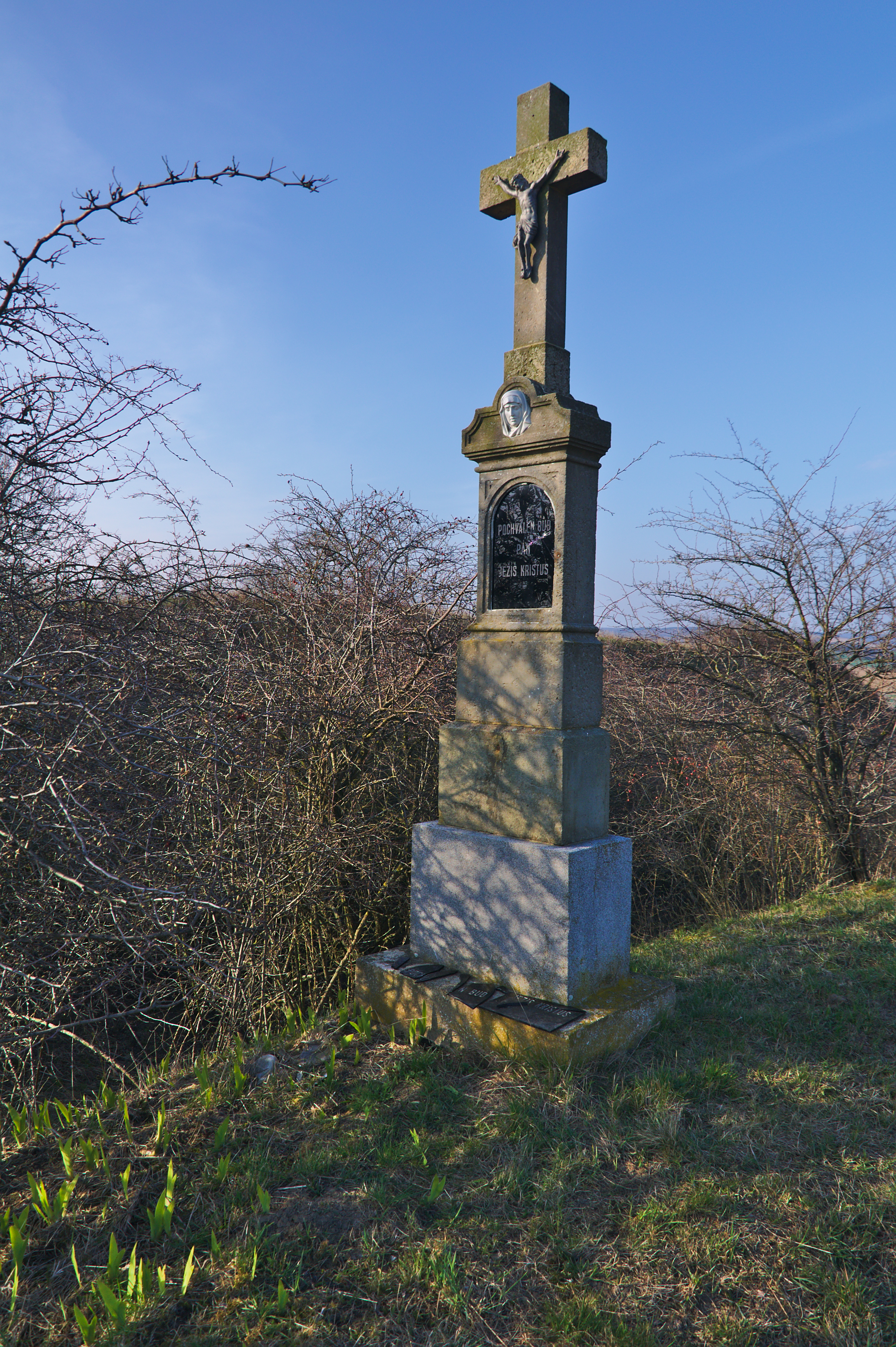
Kříž u národní přírodní památky Na Adamcích
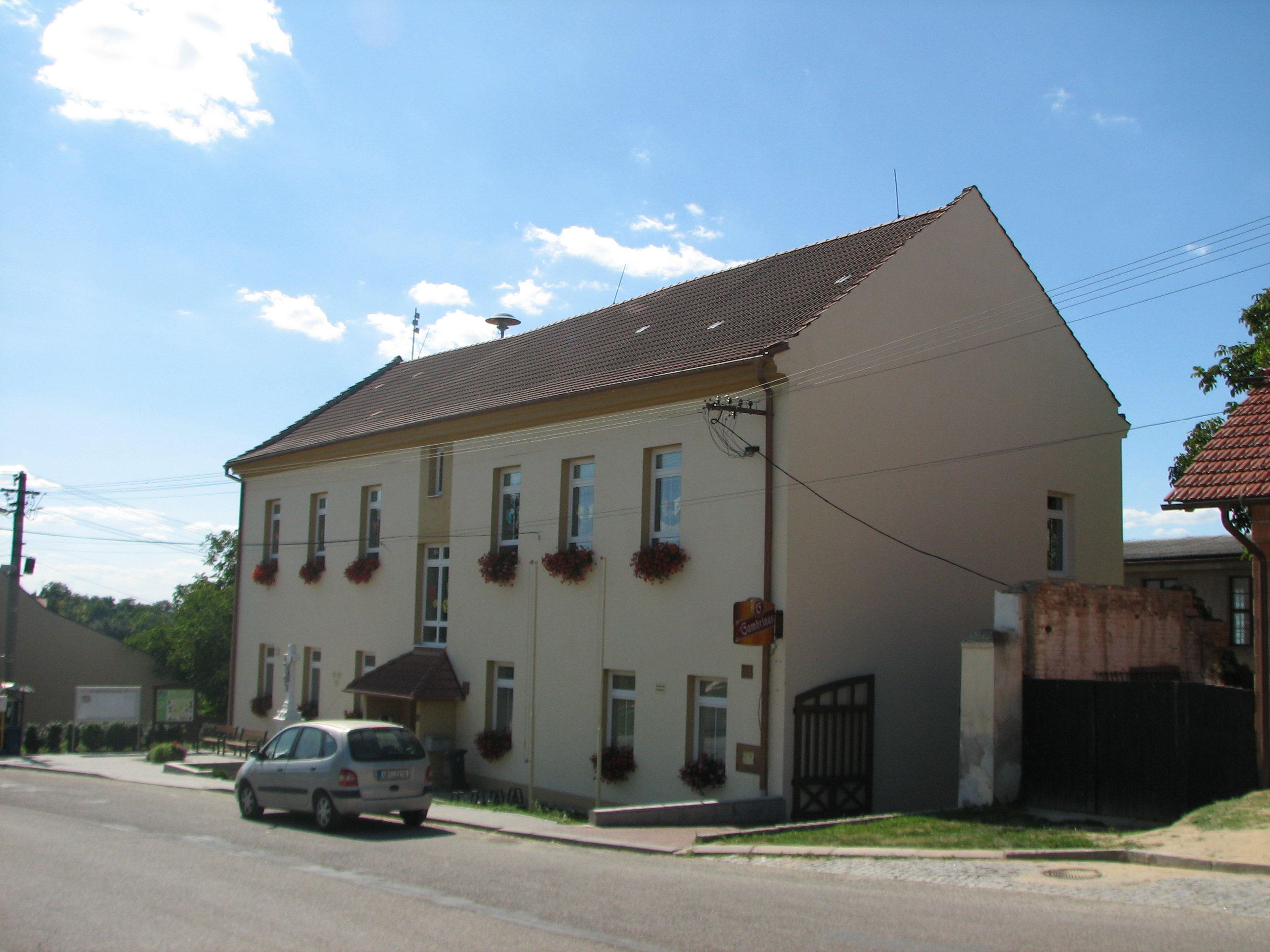
Obecní úřad
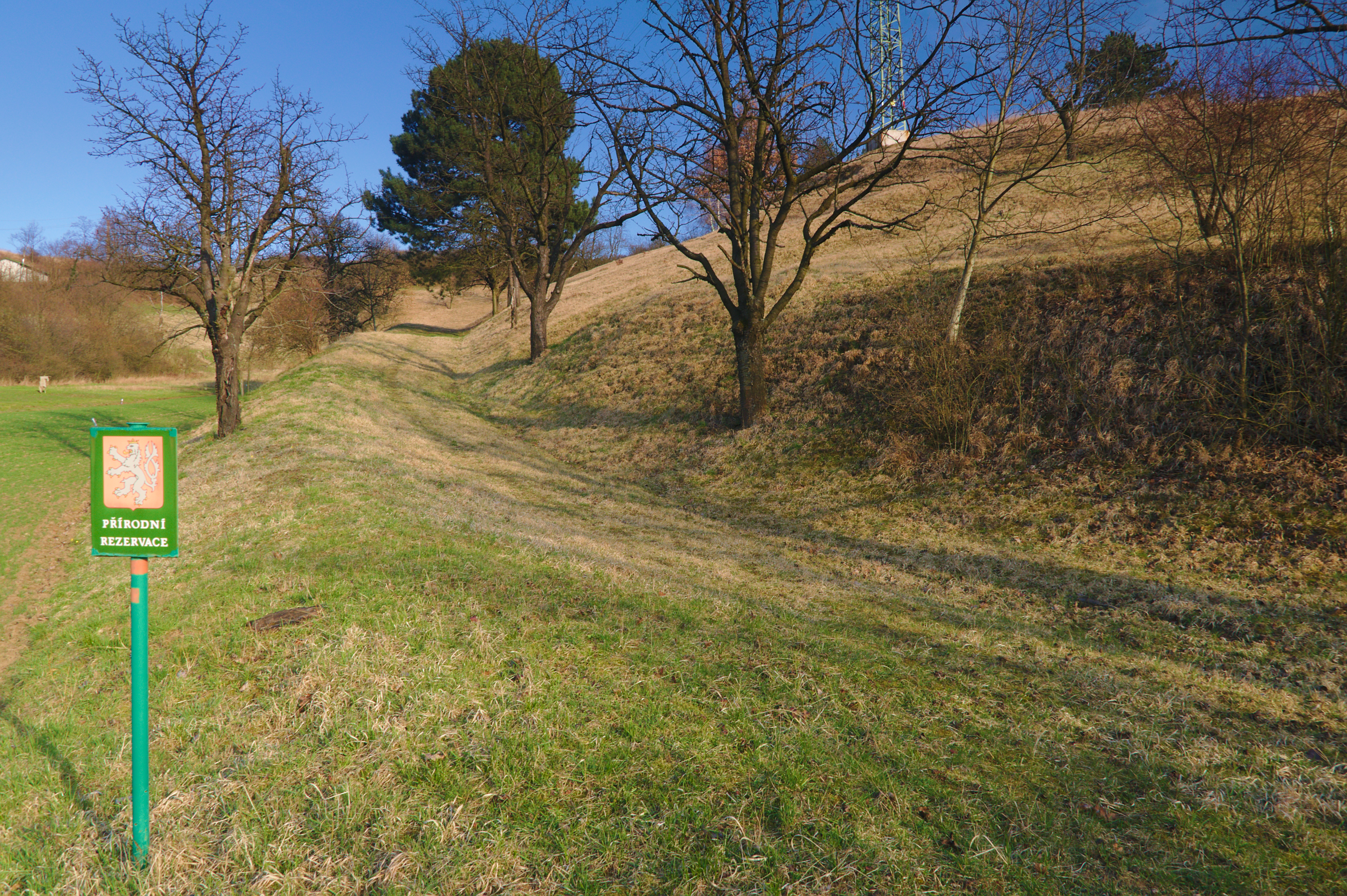
Přírodní rezervace Sovince